# Xã Arvilla, Quận Grand Forks, Bắc Dakota
Xã Arvilla (tiếng Anh: Arvilla Township) là một xã thuộc quận Grand Forks, tiểu bang Bắc Dakota, Hoa Kỳ. Năm 2010, dân số của xã này là 338 người.